# Verein Südmark
Der Verein Südmark ist ein seit 1889 in Graz bestehender Verein. Er wurde als sogenannter Schutzverein der Deutschen in den Kronländern der Österreich-Ungarischen Monarchie gegründet und engagierte sich dort für deutschnationale Bestrebungen.

## Ziele
Der Verein unterstützte aktiv die Stärkung des Grenz- und Auslandsdeutschtums durch finanzielle Zuschüsse an Gemeinden mit einer deutschen Minderheitenbevölkerung, in denen keine deutschen Schulen auf öffentliche Kosten errichtet werden konnten. Südmark bezuschusste die Lehrerbesoldung und die Lehrmittelkosten für deutsche Schulen. Der Verein finanzierte sich durch Mitgliedsbeiträge, Zuwendungen von Gemeinden in den bedrohten Gebieten sowie durch Beiträge der Landtage der Steiermark, Kärntens und Niederösterreichs, weiter durch Spenden, Vermächtnisse, Festerträgnisse, Wohltätigkeitslotterien (erstmals 1908) und Verkaufsgegenstände: Abzeichen, Postkarten, Zündhölzer, Briefpapier. Der Ausbreitung der Schutzvereins-Idee dienten eigens angestellte Wanderlehrer.

## Geschichte

### Gründung

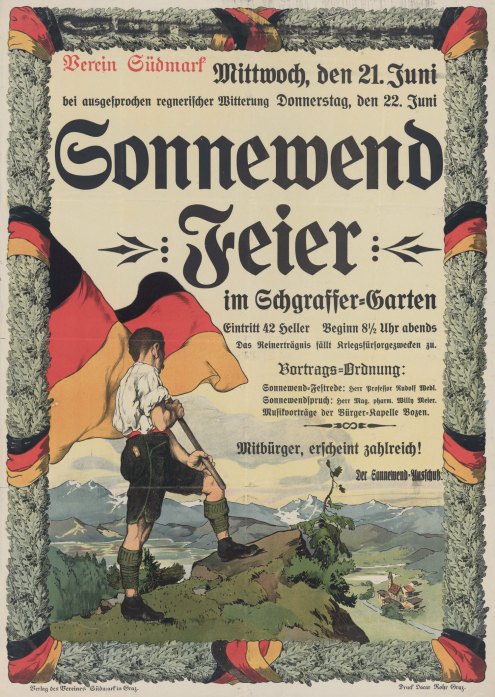
Plakat des Vereins Südmark für die Sonnwendfeier in Bozen am 22. Juni 1916

Vorbild für die Gründung war der in der Folge der österreichisch-ungarischen Sprachverordnungen 1880 gegründete Deutsche Schulverein. Der Deutsche Schulverein (DSchV) war Vorbild für zahlreiche Schutzbünde, die sich ebenfalls dem bedrohten Grenz- und Auslandsdeutschtum widmeten, darunter die Südmark, die 1889 in Graz gegründet wurde. Diese Schutzbünde galten offiziell als Schwesterverbände des DSchV und wurden aktiv von diesem unterstützt, jedoch bestanden ideologische Unterschiede. Der Deutsche Schulverein galt als weitgehend bürgerlich-liberal, während der Verein Südmark eindeutig völkisch, nationalistisch und antisemitisch ausgerichtet war. Auf der Rückseite des Südmark-Spendenscheins Nr. 3 zu 2 Kronen, der auf der Bildseite einen Drachentöter zeigt, heißt es zu den Vereinszielen unter Punkt 6: „Erneuerung unseres durch tiefen sittlichen Verfall bedrohten Volkstums durch Erziehungs- und Bildungsarbeit auf arischer Grundlage.“
Der Verein Südmark wurde am 24. November 1889 im Gemeinderatssitzungssaal des Grazer Rathauses gegründet. Initiator war der aus Oberösterreich stammende Grazer Privatschulbesitzer Josef Feichtinger (1849–1911), der bereits im Deutschen Schulverein tätig gewesen war und dort besonders die Gründung von Frauengruppen angeregt hatte. Obmann des Vereins Südmark wurde der Reichstagsabgeordnete Julius Derschatta von Standhalt, der spätere Reichstagsabgeordnete Paul Hofmann von Wellenhof erster und Josef Feichtinger zweiter Obmannstellvertreter. Schriftführer wurde der Schriftsteller Aurelius Polzer, der dem Verein auch seinen Wahlspruch gab: „Den Brüdern im bedrohten Land warmfühlend Herz, hilfreiche Hand!“

### Tätigkeit in der späten Monarchie
Mit seinem Namen wies er auf das für die geplante Tätigkeit vorgesehene Gebiet hin, nämlich die „gemischtsprachigen Bezirke Steiermarks, Kärntens, der Krain und des Küstenlandes“. Später fielen auch Tirol, Nieder- und Oberösterreich in den Wirkungskreis des Vereines.
Bis 1914 stieg die Zahl auf 90.000 Mitglieder in 948 Ortsgruppen an; davon waren 50 Frauen- und Mädchenortsgruppen. Dazu kamen noch 20 Südmarkvereine im Deutschen Reich.
Der Verein unterstützte u. a. die Bauern von St. Egydi nach einem Hagelschaden; die Deutschen der Stadt Laibach (Ljubljana) nach einem Erdbeben im Jahr 1895; die Errichtung von Studentenheimen für Mittelschüler in Gottschee (heutiges Kočevje), für deutsche Mittelschüler in Cilli (heutiges Celje) und Pettau (heutiges Ptuj), die Einrichtung einer Studentenküche für Mittelschüler in Marburg (heutiges Maribor) sowie der Errichtung einer Dienstbotenherberge in Marburg; der Verein deutscher Hochschüler in Laibach (heutiges Ljubljana) erhielt für seine Gründung einen namhaften Betrag. Die Errichtung der „Südmärkischen Volksbank“ (1899/1900) gab dem Verein einen starken Rückhalt bei seinen Förderungsmaßnahmen.
Der Verein veranstaltete Sonnwendfeiern (zumeist gemeinsam mit den örtlichen Turnvereinen), gab ein Südmark-Liederbuch (wiederholte Auflagen) heraus. In Görz (heutiges Gorizia) bestand ein Südmärkischer Sängerbund und 1902 wurde in Graz innerhalb der Südmark ein Volksgesangsverein gegründet. In der „Südmarkbüchereien“ waren bis zum Ersten Weltkrieg 326 Volksbüchereien mit zusammen 21.000 Bänden zusammengeschlossen. Als Vereinslokal hatte Südmark zunächst ein Zimmer in der Frauengasse 4 in Graz. Später waren die Vereinsräume im „Gemalten Haus“ (Herrengasse 3) untergebracht, dann im „Wilden Mann“ (Jakominigasse 3). 1910 konnte der Verein das Haus am Joanneumring 11 – das Südmarkhaus – erwerben, wo in zwei Stockwerken die Arbeitsräume eingerichtet wurden, während das Erdgeschoß der Verkaufs- und Versandabteilung Platz bot.
Neben der pragmatischen Arbeit trat der Verein Südmark im Gegensatz zum Deutschen Schulverein seit 1908 auch für eine offensive deutsche Siedlungspolitik in gemischtsprachigen Gebieten der Steiermark, Kärntens, der Krain, Tirols und Istriens ein. Ein Hauptziel des Vereines war, das Gebiet zwischen der deutschsprachigen Mittelsteiermark und der großen Marburger Sprachinsel mit Deutschen zu besiedeln und dadurch eine Sprachbrücke zu schaffen. Später wurde auch eine „Re-Germanisierung“ bis zur Adria gefordert. Bis 1914 hatten sich als Ergebnis dieser Bestrebungen 63 deutsche Familien, zumeist aus der Region Heilbronn, in den Windischen Büheln angesiedelt.

### Nach dem 1. Weltkrieg
Nach dem Ersten Weltkrieg 1921 schlossen sich der „Bund der Deutschen Niederösterreichs“ (gegr. 1903) und „Verein zur Erhaltung des Deutschtums in Ungarn“ (gegr. 1907) der Südmark an. Nach dem Anschluss des Burgenlandes an Österreich erfolgte, rief die Südmark zur „Heinzenspende“ auf: Deutsche Bücher sollten die muttersprachlichen Kenntnisse der Westungarn-Deutschen („Heanzen“) festigen oder wiedererwecken. Spiel- und Tanzgruppen wurden ins Burgenland entsandt, Weihnachtsbescherungen und Patenschaftsverhältnisse sollten die Einbindung der Bevölkerung in den neuen Staat Österreich fördern.

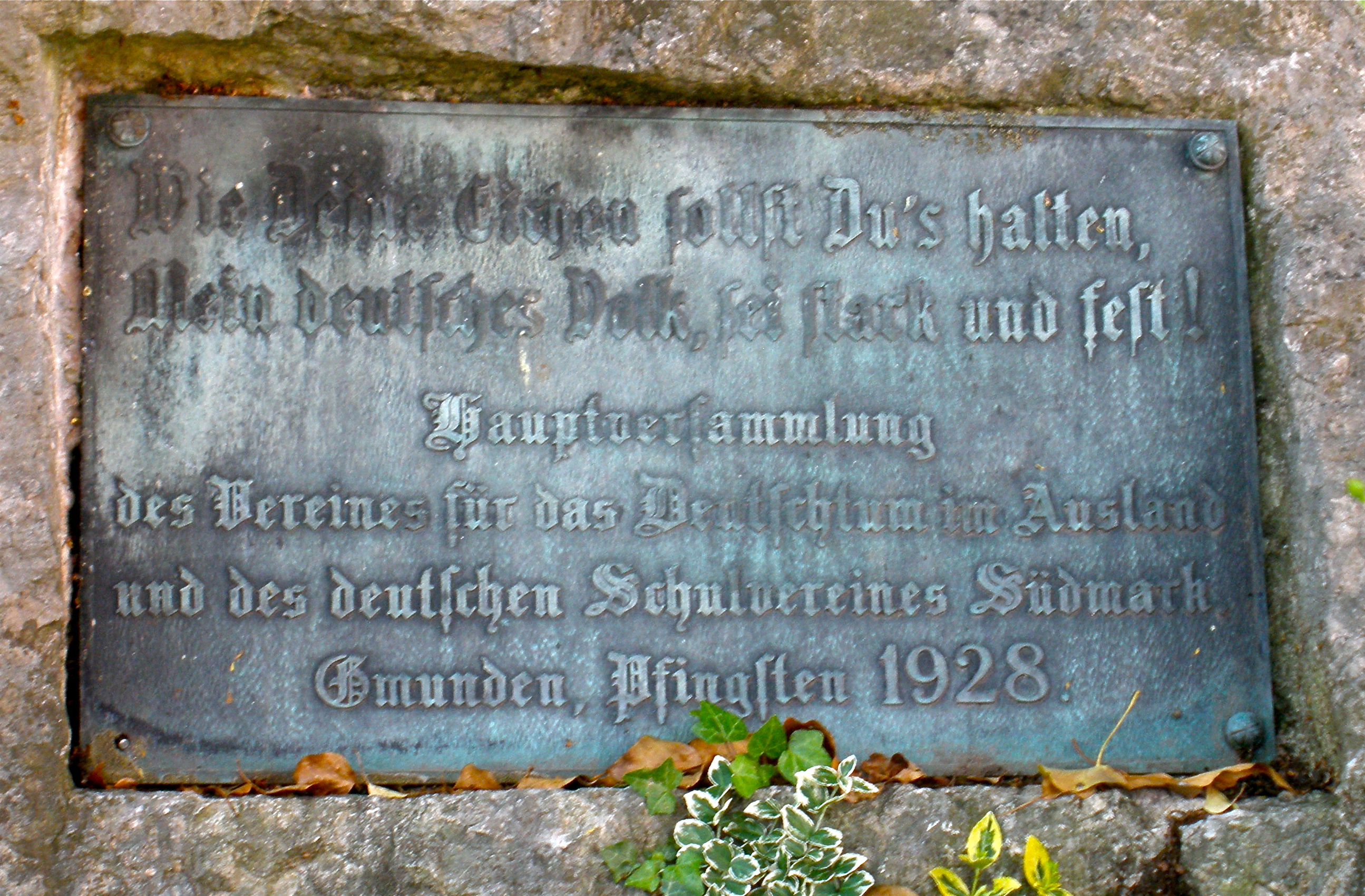
Gedenktafel in Gmunden für die Hauptversammlung des Vereins für das Deutschtum im Ausland und des Vereins Südmark 1928

1922 wurde im Erdgeschoß des Südmarkhauses die Alpenland-Buchhandlung Südmark eingerichtet, die auch als Verleger aufschien und sich insbesondere durch eine umfangreiche Lehrmittel-Abteilung auszeichnete. 300 Südmark-Volksbüchereien konnten ihre Bildungsaufgabe in der Nachkriegszeit erfüllen. 1924 wurde eine eigene „Südmark-Jugendbewegung“ ins Leben gerufen.

### 1925 – 1938 – 1945
Am 29. März 1925 fusionierte Südmark mit dem Deutschen Schulverein zum Deutschen Schulverein Südmark. Der nunmehrige Kreis Steiermark des Deutschen Schulvereines Südmark hatte seinen Sitz im Südmarkhaus in Graz. Im steirischen Grenzland konnten fünf „Südmark-Schulen“ errichtet werden; vier Grenzland-Volksschulen wurden mit Mitteln des Vereines erweitert bzw. Einrichtungen für den Betrieb bereitgestellt.
1930 konnte das Haus des Haushaltungsschulvereines in der Grazer Goethestraße übernommen werden und als Mädchenheim („Südmark-Lehrerinnenheim“) fortgeführt werden. An fast allen Mittelschulen bestanden Schulvereins-Schulgruppen in den Mittelschulen. Der Jugendaustausch Ostseestrand–Alpenland brachte alljährlich norddeutsche Jugend in die Alpen und steirische Buben und Mädchen ans Meer.
Im „Ständestaat“ (ab 1933) wurden einzelne Ortsgruppen, 1935 alle Jugendgruppen aufgelöst. Der Deutsche Schulverein Südmark als Dachorganisation konnte sich aus Parteipolitik heraushalten und blieb daher weitgehend unangetastet, obwohl die Behörden seiner gesamtdeutschen Orientierung mit Misstrauen begegneten.  Nach dem Anschluss Österreichs 1938 wurde im Zuge der Gleichschaltung der Verein dem VDA (mittlerweile „Volksbund für das Deutschtum im Ausland“) eingegliedert.
Durch einen Bombentreffer am 18. Februar 1945 wurde das Südmarkhaus schwer beschädigt, das gesamte Archiv der alten Südmark ging zugrunde.

### Seit dem Zweiten Weltkrieg
Nach dem Zweiten Weltkrieg wurde die Südmark 1952 in Graz wiederbegründet. Das Südmarkhaus gelangte am 24. Juli 1958 erneut in das Eigentum des Vereines, die Räume waren allerdings mittlerweile dem bundesstaatlichen Volksbildungsreferenten zur Verfügung gestellt worden, sodass sich der Verein zunächst mit einem einzigen Zimmer begnügen musste. Erst ab 1962 stand ihm wieder nahezu der gesamte erste Stock des Hauses zur Verfügung. Ab 1969/70 erhielt der Verein auch wieder seine Schulen zurück.
In der Nachkriegszeit galt die Arbeit des Vereines Südmark vornehmlich der wirtschaftlichen und kulturellen Förderung des südsteirischen Grenzlandes in Zusammenarbeit mit Stellen der Landesregierung, der Grenzbezirksverwaltungen und der Grenzgemeinden der Steiermark (Förderungsprojekte). Im Erdgeschoß des Südmarkhauses war dem Verein ab 1922 eine 1921 gegründete Buch-, Verlags- und Lehrmittelhandlung zur Verfügung gestanden, die 1945 in öffentliche Verwaltung kam und 1952 vom Alpenländischen Kulturverband gekauft wurde. Mit 1. November 1957 wurde die Buchhandlung an das Alpenlandkaufhaus Kastner & Öhler verkauft, die den Betrieb als Mieter des Vereines Südmark weiterführte. Im Verlag der Buchhandlung, der weiterhin insbesondere um die Herausgabe von Jugendliteratur und Lehrbehelfen bemüht war, erschienen 1967 anlässlich des 100. Geburtstages des weststeirischen Dichters Hans Kloepfer dessen gesammelte Werke in drei Bänden sowie die Werkauswahl „Joahrlauf“. Mit 1. Jänner 2005 wurde die Buchhandlung aufgegeben.

## Publikationen
Ein wichtiges Propaganda- und Finanzierungsmittel der Südmark war wie bei anderen Schutzvereinen – neben den Verschlussmarken für Briefe – die Herausgabe von Bildpostkarten mit „vaterländischen“ Motiven. Sie sind heute ein beliebtes Objekt in Sammlerkreisen. Der Verein Südmark hat im Laufe der Jahre an die 600 solcher Karten herausgebracht. Auch die anderen Schutzvereine wie z. B. der Deutsche Schulverein oder der Bund der Deutschen in Böhmen haben ähnliche Bildpostkarten herausgebracht. Insgesamt sind heute über 6.000 solcher Karten bekannt.

## Quelle
- Deutschradikales Jahrbuch mit Zeitweiser für 1912. Dort steht auf Seite 399 folgender Text: Verein Südmark. gegr. 1890, Geltungsgebiet Ober- und Niederösterreich, die Alpenländer, die Küstenlande; … Obmann Abg. Heinrich Wastian, Kanzlei Wien 9, Dreihackengasse 4, 800 Ortsgruppen mit an 100.000 Mitgliedern. Jahreseinnahmen (1909) 550.000 Kronen, Vermögen 85.501,61 Kronen … größter und bedeutendster wirtschaftlicher Schutzverein der Alpenländer.